# Inis Mhic Aoibhleáin
Inis Mhic Aoibhleáin (parfois Inishvickillane en anglais) est une des îles de l’archipel des Blasket situé dans le prolongement de la péninsule de Dingle dans le Comté de Kerry en Irlande.
L’île abrite une importante colonie d'oiseaux marins et les ruines d’anciennes constructions en pierre. On y trouve aussi une maison construite dans les années 1970 et qui a été pendant de très nombreuses années la propriété de l'ancien Taoiseach Charles J. Haughey.